# Венедикт Цреповић
Венедикт Цреповић је био српски властелин и митрополит липљански у 15. веку.
Венедикт му је монашко име, а не зна се какво му је било световно. Био је син властелина Црепа Вукосавића, а претпоставља се да је рођен осамдесетих година 15. века.
Имао је сестру Анисију Цреповић (мада неки извори наводе да му је то била кћер). Био је митрополит липљански, односно новобрдски или грачанички (претпоставља се од 1453.) са седиштем у манастиру Грачаница, а касније (од 1455, после пада Новог Брда) и у манастиру Враћевшница.. Био је ктитор цркве Матере Божије у селу Лешју код Параћина.
По његовом налогу је са грчког на српски преведен (1426) Шестоднев Јована Златоустог, а он сам је превео другу књигу Беседа Јована Златоустог. Као игуман Лешјанског манастира, био је у делегацији која је по налогу Ђурђа Бранковића ишла да купи мошти апостола Луке 1452. године.
Умро је у манастиру Светог Павла на Светој гори у Грчкој, 1459. године.
Књижевни клуб „Мирко Бањевић“ Параћин на Светосавском песничком маратону додељује награду Венедикт Цреповић за најбољу духовну песму.